# Marga Engel gibt nicht auf
Marga Engel gibt nicht auf ist eine deutsche Filmkomödie von Karsten Wichniarz aus dem Jahr 2004. Es handelt sich um den dritten und zugleich letzten Film der ARD-Reihe Marga Engel mit Marianne Sägebrecht in der Titelrolle einer bayerischen Köchin. Die deutsche Erstausstrahlung erfolgte am 28. Dezember 2004.

## Handlung
Köchin Marga Engel arbeitet inzwischen in einem Kinderheim, das kurz vor der Schließung steht, wohinter wieder einmal der gewiefte Bauunternehmer Siegfried Ohrmann steckt. Ohrmann will anstelle der alten Villa, in der sich das Kinderheim befindet, eine Kurklinik bauen lassen. Engel setzt gemeinsam mit den Kindern des Heimes alles daran, dass die Schließung verhindert wird. Zunächst versucht sie irgendwie Geld aufzutreiben, um das Haus über den Trägerverein des Heims zu kaufen, doch Ohrmann ist einfach schneller. Situationsbedingt hatte er Marga zugesagt den aktuellen Mietvertrag anzuerkennen und zu garantieren, dass die Kinder dort bleiben dürfen. Gebunden an diese Vorgabe, versucht Ohrmann Sicherheitsmängel im Haus aufzudecken, um einen Grund zu haben, das Haus zu schließen. Nach seiner Ansicht müssen dringen grundlegende Baumaßnahmen vorgenommen werden, die auch eine Mieterhöhung nach sich ziehen würden. Marga will das aber nicht zulassen und beschließt, die notwendigen Sanierungsmaßnahmen in Eigenleistung vorzunehmen. Allerdings fehlt eigentlich auch dazu das Geld, das Marga über einen Weihnachtsbasar organisieren will.
Derweil setzt Ohrmann alles daran, die Kinder aus dem Heim zu locken, damit seine Handwerker freie Hand haben und er nach Belieben dort schalten und walten kann. Als das nicht funktioniert, boykottiert er den Basar, sodass gar keine Gäste im Heim erscheinen. Marga ist resigniert und möchte fast aufgeben, greift dann aber noch zu einem letzten Trick, um das harte Herz des Bauunternehmers zu erweichen. Bei dieser Aktion offenbart sich der schon seit längerem angeschlagene Gesundheitszustand von Ohrmann. Er bricht zusammen und muss in die Klinik. In dieser Situation gesteht er Marga, dass er das Haus eigentlich nur deshalb umfunktionieren wollte, weil er selbst in einem Kinderheim groß werden musste und deshalb meinte, dass es solche Häuser nicht geben sollte. Marga kann ihn aber davon überzeugen, dass seine negativen Erfahrungen der Vergangenheit angehören und es heute keinen Grund gibt, den Kindern ihr zu Hause zu nehmen. Als Gegenleistung, wenn er ihnen das Haus lässt, verspricht ihm Marga, sich während seines Klinikaufenthaltes um seine Investoren zu kümmern, die kurz davor sind, sich von Ohrmanns Projekt zurückzuziehen. Sie vertritt ihn in seiner Firma und bietet den Investoren ein neues Objekt als Kurklinik an: Ohrmanns Villa. Da er eigentlich pleite ist, kann es so, dank Marga, seine Firma und auch seine Ehe retten.

## Kritik
Der Deutsche Filmdienst urteilte: „Der dritte (Fernseh-)Film um die von Marianne Sägebrecht verkörperte Titelheldin Marga Engel setzt unangenehm aufdringlich das gute Herz der Protagonistin in Szene und bietet plakativ-sentimentale Unterhaltung ohne jede Zwischentöne.“
Rainer Tittelbach von Tittelbach.tv schrieb:  „Mit ‚Marga Engel gibt nicht auf‘ kommt […] der dritte Aufguss der immergleichen Geschichte um Menschlichkeit und Mütterlichkeit, um Aufrichtigkeit und Geldgier.“ In diesem Film, der „dramaturgisch zwischen Kasperletheater und Märchen angesiedelt ist, stößt das Gutmenschelnde [aber] nicht allzu unangenehm auf.“ „‚Marga Engel gibt nicht auf‘ ist der klassische Fall einer Geschichte, die allein vom Spiel des Helden und dessen Gegenspieler lebt. Marga Engel und Siegfried Ohrmann, schmierig verschlagen gespielt von Gunter Berger, sind sich näher, als es auf den ersten Blick erscheinen mag. Zwei Seiten der Medaille Mensch.“
Die Kritiker der Fernsehzeitschrift TV Spielfilm zeigten mit dem Daumen zur Seite und vergaben für Humor einen von drei möglichen Punkten. Sie fanden: „Willkommen in der Welt der Hausfrauenweisheiten, wo Kriminelle noch ‚Spitzbuben‘ heißen. Eine einfältige Sozialmär“.